# Dragon Ball Z: Shin Budokai
Dragon Ball Z: Shin Budokai (ドラゴンボールZ 真武道会?, Doragon Bōru Zetto Shin Budôkai) è un picchiaduro tratto dalla serie animata Dragon Ball Z sviluppato dalla Bandai e messo in commercio a partire dal 7 marzo 2006. La modalità storia è chiamata Sentiero del Drago ed è basata sugli eventi del film Il diabolico guerriero degli inferi. Nel corso della Storia ci troveremo a usare sia Goku e i suoi amici che i suoi acerrimi nemici. Le scelte che vengono compiute durante il percorso determinano in maniera differente l'evolversi della storia.
La Modalità Arcade permette a un singolo giocatore di combattere contro la CPU e dopo una serie di combattimenti apparirà il Drago Shenron che farà esaudire un desiderio al vostro personaggio. Di seguito si trova la "Modalità Prova Z", che consiste in due differenti tipi di gioco: "Sopravvivenza", dove bisogna combattere contro avversari controllati dalla CPU il più a lungo possibile, e "Attacco a tempo", dove si bisogna sconfiggere un gruppo di avversari prestabiliti entro un limite di tempo.
Infine c'è la modalità "Scheda Profilo" nella quale i giocatori possono crearsi un biglietto da visita, con nome e Livello di Combattimento, visibile durante le partite via Wi-Fi. Il giocatore può personalizzare la propria Scheda con le immagini, gli sfondi e gli oggetti acquistabili nella Modalità Negozio.

## Modalità di gioco
Essendo stato sviluppato dai produttori di Dragon Ball Z: Budokai Tenkaichi 2 e dalla Dimps, produttrice di Dragon Ball Z: Budokai 3, questo gioco ha elementi di combattimento sia della serie Budokai che di quella Tenkaichi. Nel gioco è presente una nuova tecnica che, sfruttando l'Aura, permette ai personaggi di muoversi ad alta velocità. Mentre si usa questa tecnica è anche possibile fare una combo che stordisce l'avversario. Riuscire a fare una lunga serie di combo simili a quelle di Dragon Ball Z: Budokai 3, tuttavia, non è tecnicamente possibile. Nonostante la critica, il sistema di combattimento di Shin Budokai si è rivelato migliore di quanto ci si potesse aspettare.

## Personaggi giocabili
| Personaggio    | Forma base     | Trasformazione 1         | Trasformazione 2 | Trasformazione 3      | Trasformazione 4 |
| -------------- | -------------- | ------------------------ | ---------------- | --------------------- | ---------------- |
| Goku           | Normale        | Kaiohken                 | Super Saiyan     | Super Saiyan 2        | Super Saiyan 3   |
| Gohan ragazzo  | Normale        | Super Saiyan             | Super Saiyan 2   | -                     | -                |
| Gohan          | Normale        | Super Saiyan             | Super Saiyan 2   | Potenza Dai Kaiohshin | -                |
| Vegeta         | Normale        | Super Saiyan             | Super Saiyan 2   | Majin Vegeta          | -                |
| Trunks         | Normale        | Super Saiyan             | -                | -                     | -                |
| Crilin         | Normale        | Potenziale sbloccato     | -                | -                     | -                |
| Piccolo        | Normale        | Fusione con Dio          | -                | -                     | -                |
| Freezer        | Corpo perfetto | Massima potenza 100%     | -                | -                     | -                |
| Androide N° 18 | Normale        | -                        | -                | -                     | -                |
| Cell           | Forma perfetta | Forma super perfetta     | -                | -                     | -                |
| Kid Bu         | Normale        | -                        | -                | -                     | -                |
| Cooler         | Normale        | Corpo perfetto           | -                | -                     | -                |
| Broly          | Super Saiyan   | Super Saiyan Leggendario | -                | -                     | -                |
| Gotenks        | Normale        | Super Saiyan             | Super Saiyan 3   | -                     | -                |
| Gogeta         | Super Saiyan   | -                        | -                | -                     | -                |
| Vegeth         | Normale        | Super Vegeth             | -                | -                     | -                |
| Pai Ku Han     | Normale        | -                        | -                | -                     | -                |
| Janenba        | Normale        | -                        | -                | -                     | -                |

## Livelli
- Montagne
- Pianure
- Stanza del Tempo e dello Spirito
- Campo innevato
- Tempio
- Inferno
- Rovine

## Doppiaggio
| Personaggio     | Doppiatore giapponese       | Doppiatore americano            |
| --------------- | --------------------------- | ------------------------------- |
| Goku            | Masako Nozawa               | Sean Schemmel                   |
| Gohan (ragazzo) | Masako Nozawa               | Stephanie Nadolny               |
| Gohan           | Masako Nozawa               | Kyle Hebert                     |
| Vegeth          | Masako Nozawa Ryo Horikawa  | Christopher Sabat Sean Schemmel |
| Gogeta          | Masako Nozawa Ryo Horikawa  | Christopher Sabat Sean Schemmel |
| Gotenks         | Masako Nozawa Takeshi Kusao | Kara Edwards Laura Bailey       |
| Crilin          | Mayumi Tanaka               | Sonny Strait                    |
| Piccolo         | Toshio Furukawa             | Christopher Sabat               |
| Freezer         | Ryusei Nakao                | Linda Young                     |
| Cooler          | Ryusei Nakao                | Christopher Sabat               |
| Vegeta          | Ryo Horikawa                | Christopher Sabat               |
| Trunks          | Takeshi Kusao               | Eric Vale                       |
| Androide Nº 18  | Miki Ito                    | Meredith McCoy                  |
| Cell            | Norio Wakamoto              | Dameon Clarke                   |
| Kid Bu          | Kozo Shioya                 | Josh Martin                     |
| Broly           | Bin Shimada                 | Vic Mignona                     |
| Pai Ku Han      | Hikaru Midorikawa           | Kyle Hebert                     |
| Janenba         | Tessyo Genda                | Kent Williams                   |
| Re Yenma        | Daisuke Gori                | Chris Rager                     |